# 川村恵里加
川村 恵里加（かわむら えりか、1984年5月17日 - ）は2004年3月31日に解散したWhiteberryのリーダーで、ドラマーだった人物。北海道北見市出身で、血液型はAB型。北海道訓子府高等学校卒。既婚者。

## 略歴
- 結成当時からのメンバー。ボーカルだった前田由紀は従妹にあたる。
- ヤマハのドラムを使用していた。
- トークでは、積極的に話す方ではないものの、裏で皆をまとめるなど、リーダーとして役目を果たす。他にも作詞を多く手がけるなど、Whiteberryの中心メンバーとして活躍した。
- バンド解散後は、公に音楽活動を行っておらず、引退したものとみられる[1]。